# زلزال شحيم 1956
زلزال شحيم في عام 1956 كان حدثًا مدمرًا وقع في 16 مارس في لبنان على طول صدع البحر الميت  كان مركز الزلزال في جنوب لبنان في قضاء الشوف، ونجم عن الزلزال تدمير ستة آلاف منزل وتضرّر 17000 منزلاً آخر وبلغ عدد القتلى 136. 

## خلفية تاريخية
تعرض قضاء الشوف عام 1956 لزلزال قوي وصف بالعنيف، تركز في بلدة شحيم وكان الزلزال عبارة عن هزتين أرضيتين، الأولى بقوة 4,8 بمقياس ريختر، تلتها بـ15 دقيقة هزة ثانية بقوة 5,1 على مقياس ريختر، وتسبب بمقتل 136 شخصاً وتدمير 6000 بيت بشكل كامل، و17,000 بيت بشكل جزئي.

## الإعداد التكتوني
وقع الزلزال على مساحة 1,609 كيلومتر (1,000 ميل) كم2 وامتد في اتجاه الشمال والجنوب في الغالب من الطرف الشمالي للبحر الأحمر على طول أخدود وادي الأردن إلى مجمع جبال طوروس في جنوب تركيا. تحدد منطقة الصدع حدود الصفيحة العربية وكتلة سيناء والشام وتتألف من عدة خطوط متوازية.  بينما يمر الصدع عبر لبنان وسوريا ويتبع الصدع انحناءً مقيدًا وينقسم إلى عدة فروع تشمل صدع سرغايا و وراشيا وروم وكذلك صدع اليمونة البارز. 

## الزلزال
يمتد صدع الروم بطول 35 كيلومتر (22 ميل) بين حوض الحولة في نهر الأوالي. وكشف تحقيق أن صدع باليويزي أنه قد يكون مصدر هذا الحدث المزدوج للصدمة. 
تم فصل الصدمتين التوأمين في أقل من خمسة عشر دقيقة مع وقوع الهزة الأولى في الساعة 19:32 والهزة الثانية في الساعة 19:43.  وقدرت الهزة الأولي على مقياس ريختر (= 5.3) وتم تصنيف الهزة الثانية على مقياس ريختر ( = 5.5).